# ヴォルフガング・ベルトラッキ
ヴォルフガング・ベルトラッキ（Wolfgang Beltracchi、1951年2月4日 - ）は、ドイツの画家であり、元美術贋作師である。何百点もの絵画の贋作を製作・販売して数百万ユーロの利益を得たことを認めた。
ベルトラッキは妻のヘレーネとともに、マックス・エルンスト、ハインリヒ・カンペンドンク、フェルナン・レジェ、キース・ヴァン・ドンゲンなどの著名な芸術家の贋作を販売した。ベルトラッキは14点の贋作を合計4500万ドルで販売したことについて有罪判決を受けた。ベルトラッキは、約50人の芸術家の贋作を製作したと主張している。ベルトラッキが贋作で得た利益は1億ドル以上と推定される。
2011年、40日間の裁判の後、ベルトラッキは懲役6年の実刑判決を受け、ドイツの刑務所に収監された。妻のヘレーネも懲役4年の実刑判決を受け、また、2人は数百万ユーロの賠償金の支払いを命じられた。ベルトラッキは約3年の服役を経て2015年1月9日に釈放された。出所後は贋作ではなく自身の名前で絵画を発表している。

## 生涯
ベルトラッキは1951年2月4日に西ドイツ・ノルトライン＝ヴェストファーレン州ヘクスターで生まれ、ガイレンキルヒェンで育った。父は絵画の修復師だった。出生時の姓はフィッシャー(Fischer)だった。
本人の主張によれば、14歳の時にパブロ・ピカソの絵画を初めて模写した。17歳の時に中等学校を退学となり、その後アーヘンの美術学校に入学した。若い頃はLSDやアヘンなどの薬物を使用し、その頃から少しずつ贋作の制作を始めた。ヨーロッパの各地を旅行し、アムステルダムやモロッコに居住した。また、スペインのマヨルカ島やフランスにも住んでいた。
1980年代にビジネスパートナーと画廊の経営を始めたが、すぐに不仲となった。パートナーはフィッシャーが自分の家から絵画を盗んだと主張したが、フィッシャーはそれを否定した。
1992年にヘレーネ・ベルトラッキと出会い、1993年に結婚して、以降は妻の姓を名乗るようになった。
ベルトラッキはエニグマの2016年のアルバム"The Fall of a Rebel Angel"のジャケットのデザインをしている。後述の贋作事件による服役の後は、スイスのルツェルン湖畔に居住し、自身の名前で作品を発表している。

## 贋作
ベルトラッキは、既存の有名な絵画を模写するのではなく、画家の作風を真似て新たな作品を作り出した。そしてそれが、その画家の未発見の作品、もしくは古い文献や目録で題名だけが知られていた失われた作品であると主張した。
ベルトラッキと妻ヘレーネ、および彼らの共犯者で、いくつかの贋作の販売に関わったオットー・シュルテ＝ケリングハウスは、作品の出所として、彼らの祖父母が1920年代に美術品コレクターだったという話をでっち上げた。シュルテ＝ケリングハウスの祖父であるクレーフェルトの仕立て屋ヨハン・ヴィルヘルム・クノップス(Johann Wilhelm Knops)や、ヘレーネの祖父で裕福な実業家のヴェルナー・イェーガー(Werner Jäger)が、1920年代の有名なユダヤ系ドイツ人画商アルフレート・フレヒトハイムと知り合いであり、フレヒトハイムが第二次世界大戦中に国外に亡命する前に作品を売っていたというものである。これらの人物は実在するものの、2人とも実際には美術品コレクターではなかった。また、ヘレーネの祖父イェーガーは1930年代にナチ党員だったため、ユダヤ人のフレヒトハイムと親交があったとは考えにくい。
ベルトラッキの贋作の多くには、この作品がフレヒトハイム・コレクションの一部であることを示すラベルがつけられていた。デュッセルドルフのフレヒトハイム画廊の専門家ラルフ・イェンチは、このラベルが贋作であることを指摘した。このラベルには、フレヒトハイムの肖像のスケッチと、ドイツ語でフレヒトハイム・コレクションを意味する"Sammlung Flechtheim"という言葉が書かれていた。
ベルトラッキ夫妻の話の信憑性が疑われるようになると、2人はこの絵画が1920年代から一族の家にあったという証拠を持ち出した。それは、問題の絵画を背景としてヘレーネの祖母が写っている写真だった。しかし、その写真もまた捏造されたものであり、祖母に扮したヘレーネをヴォルフガングが撮影したものだった。
最終的に夫妻は、ハインリヒ・カンペンドンクの贋作が発覚したことにより逮捕された。この贋作は、マルタの会社が288万ユーロで購入した。ベルトラッキはオランダ製の絵の具を使用していた。ニコラス・イーストーの分析により、その絵の具にはカンペンドンクが生きていた時代には使われていなかった顔料であるチタニウムホワイトが含まれていることが判明した（絵の具のラベルにはこの成分が書かれていなかった）。ベルトラッキは、普段はその画家と同じ年代の絵の具を探し求めて贋作を製作していたが、問題の贋作のときには自分で絵の具を調合しなかったため、贋作が発覚した。

## 逮捕と裁判

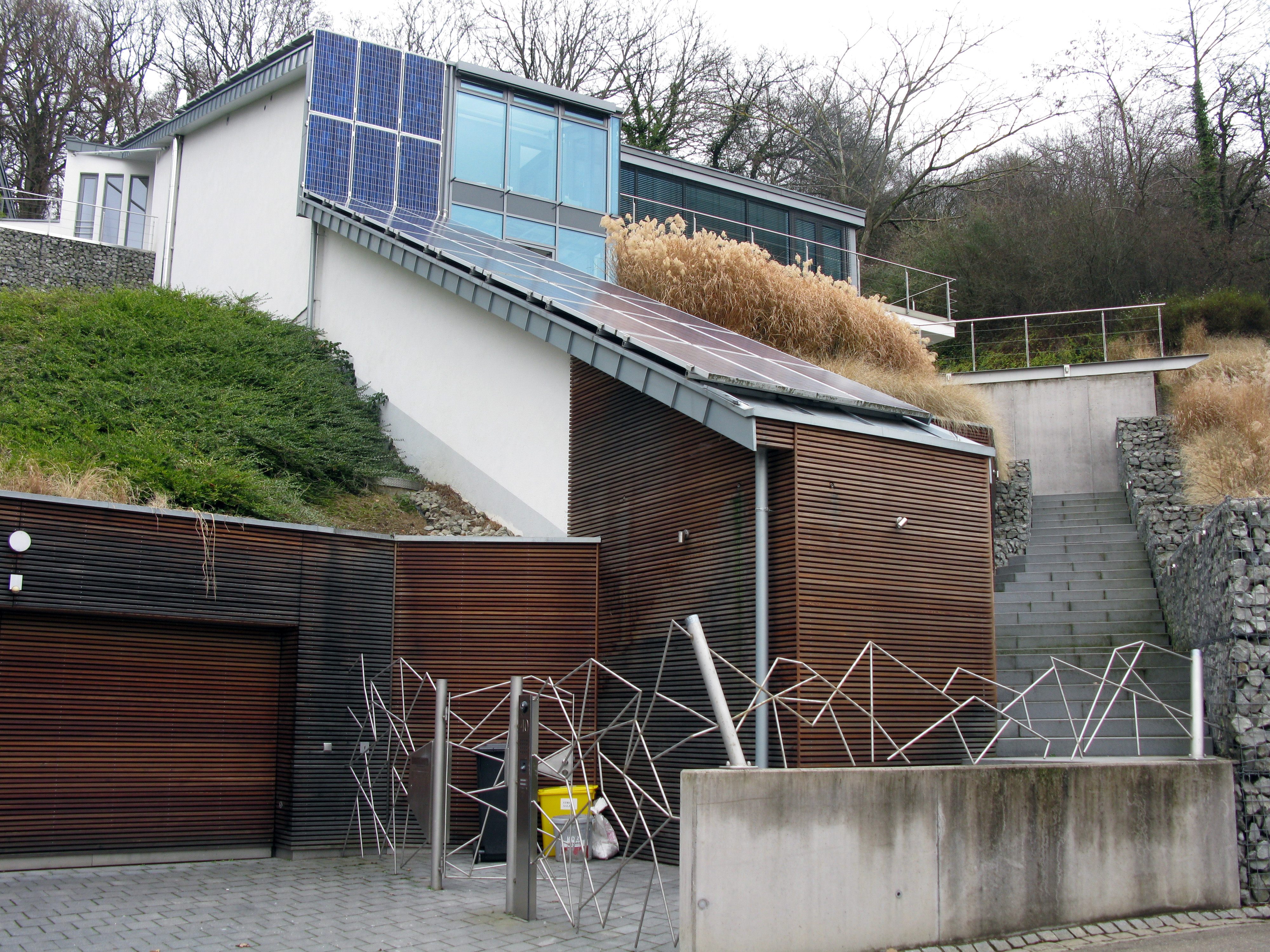
フライブルク郊外にあるベルトラッキのかつての別荘

ベルトラッキ夫妻は2010年8月28日にフライブルクで逮捕された。シュルテ＝ケリングハウスも、2010年12月1日に逮捕された。
2011年秋の裁判で、ベルトラッキは、罪に問われた贋作14点（ハインリヒ・カンペンドンク3点、アンドレ・ドラン2点、キース・ヴァン・ドンゲン1点、マックス・エルンスト5点、フェルナン・レジェ1点、マックス・ペヒシュタイン2点）の製作を認めた。これ以外の贋作については、時効などの理由により罪に問えなかった。当初裁判所は、証人160人以上と専門家10人の聴取を予定していた。検察は、ベルトラッキが贋作により1600万ユーロの利益を得たと推定した。
2011年10月27日、ベルトラッキは懲役6年の実刑判決を受けた。妻ヘレーネには懲役5年、シュルテ＝ケリングハウスには懲役5年が言い渡された。ヘレーネの姉妹のジャネットには、執行猶予21か月の判決が下った。
ベルトラッキを逮捕したベルリン州警察は、捜査終了後も被害拡大を防ぐためにベルトラッキの贋作のリストの更新を続けており、2024年現在で警察が把握している贋作は89点に及ぶ。ベルトラッキは、50人以上の画家の数百点の贋作を製作したと主張している。

## その後
ベルトラッキ夫妻は開放式刑務所に収監され、刑務所の外で作品を製作することを許された。2人は友人の写真スタジオに雇用され、毎朝刑務所を出て、夜に戻って来るという生活を送っていた。ベルトラッキは服役中、写真家との共同による自分の写真を埋め込んだ絵画など、多くのミクストメディア作品を製作した。この共同作業は2012年9月に終了した。ヘレーネは2013年2月に、ヴォルフガングは2015年1月に出所した。ベルトラッキは出所後、フランスに移住し、贋作の製作はせず自分の名前で絵画を製作することに同意した。
2012年、ジャーナリストのシュテファン・コルデホフとトビアス・ティムがベルトラッキ事件についての本を出版した。2人は2012年のアネット・ジャコメッティ賞を受賞した。
2014年1月、ベルトラッキ夫妻は自伝と獄中で2人が交わした手紙をまとめた本を出版した。
ドイツの映画監督アルネ・ビルケンシュトックは2014年にドキュメンタリー映画"Beltracchi – Die Kunst der Fälschung"を制作し、2014年のドイツ映画賞ドキュメンタリー映画部門を受賞した。ビルケンシュトックの父ラインハルト・ビルケンシュトックは、ベルトラッキ夫妻の法律顧問である。
多くの美術品鑑定会社がベルトラッキの贋作を見抜けず、贋作を購入した顧客が真贋判定を行った専門家に対して法的救済を求めている。
BBCの報道によれば、出所後のベルトラッキは、自身の名義による作品で数百万ドルを稼いでいるという。

## 著名な事件

### ヨハネス・モルツァーン"Porträt Oskar Schlemmer"
1987年、ヨハネス・モルツァーンの未亡人のロレット・モルツァーンは、夫が1930年に描いたとされるオスカー・シュレンマーの肖像画(Porträt Oskar Schlemmer)をベルリンの画商から6万マルクで購入した。画商はこの作品をベルトラッキから購入していた。この作品は贋作であることが判明し、絵を売った画商は1998年に執行猶予付きの有罪判決を受けた。

### モイズ・キスリング"Bouquet varié"
2012年10月22日、モイズ・キスリングが1937年に描いたとされる絵画"Bouquet varié"（『多様なブーケ』）が、フランスのオークションハウス「ミロン」によってドバイでのオークションに出品され、15万から20万ドルと見積もられた。その出所はケルンのイェーガー・コレクション、パルマのベルトラッキ・コレクションとなっており、以前に1994年3月23日のサザビーズのロンドンでのオークションで売却されたものだとしていた。この作品の真贋に疑問が呈されたため、出品を取り消した。ベルトラッキは後に、生涯で多くのブーケの絵を描いたと語った。
ドイツの新聞『ディー・ツァイト』の調査により、この作品には2つのバージョンがあることが判明し、ミロンが出品したものは1993年にサザビーズが売却したものだった。1994年にサザビーズが売却したものは別の絵であり、その所在は不明である。

### マックス・エルンスト"La Forêt (2)"
2004年、ベルトラッキらは、1927年にマックス・エルンストが描いたとする作品"La Forêt (2)"（『森(2)』）を販売した。この作品については、ドイツの美術史家ヴェルナー・シュピースが真正性の証明書を発行した。ベルトラッキはスイスの画商イヴ・ブーヴィエ（後にブーヴィエ事件で知られることになる）に妻ヘレーネを紹介し、ブーヴィエはこの作品を投資会社サロモン・トレーディングに180万ユーロで売却した。
ギャルリ・カゾー＝ベローディエールは2006年の展覧会のためにこの作品をマックス・エルンスト美術館に貸し出し、その後、フランスの美術品コレクター、ダニエル・フィリパッキに700万ドルで売却した。この作品は、ドイツ美術オークション連盟が作成したベルトラッキ贋作一覧にリストアップされており、2011年の裁判でベルトラッキが偽造を認めた作品の一つである。

### マックス・エルンスト"Tremblement de terre"
2013年5月24日、フランスの裁判所は、ドイツの美術史家ヴェルナー・シュピースと画廊店主ジャック・ド・ラ・ベロディエールに対し、美術品コレクターに652,883ユーロの支払いを命じる判決を下した。このコレクターは、マックス・エルンストの"Tremblement de terre"（『地震』）だとするベルトラッキの贋作を、シュピースが真作であると宣言したことを受けて購入した。しかし、この判決は控訴審で覆された。ヴェルサイユ控訴裁判所は、シュピースは取引の場の外で意見を述べただけであり、取引の場で相談を受けた専門家と同等の責任を問われることはないと判断した。また、カタログ・レゾネの著者に対しても、その責任において出版されたカタログに掲載された各作品について、多額の費用がかかる科学的な専門家の評価を実施するよう要求することはできないと判断した。

### フェルナン・レジェ"Nature morte"
2006年初頭、シュルテ＝ケリングハウスは、フェルナン・レジェが描いたとする"Nature morte"（『静物画』）をパリの画商を通じて売ろうとしたが失敗した。2009年7月、この作品はアンドレ・ドランの贋作とともにアーレン美術館に持ち込まれ、ここで見込み客に公開されたが、クリスティーズは買い取りを拒否した。この作品は580万ユーロで売却の交渉が行われていたが、ベルトラッキ逮捕の直前の2010年8月25日に警察により押収された。この作品は、2010年の裁判でベルトラッキが偽造を認めた作品の一つである。
アーレン美術館館長のブルクハルト・ライスマンは、この作品を贋作と知りながら売り出したとして起訴された。ライスマンは容疑を否認した。2014年4月、ライスマンは7500ユーロの罰金を支払うという司法取引に応じ、裁判は開かれずに事件は終結した。ライスマンの弁護士によれば、裁判を開けば無実は証明できたが、ライスマンはそれよりも事件の早期終結を望んでいた。

### ハインリヒ・カンペンドンク"Landschaft mit Pferden"
2004年7月、アメリカの俳優スティーヴ・マーティンは、パリの画廊ギャルリ・カゾー＝ベローディエールから、ハインリヒ・カンペンドンクが1915年に描いたとする"Landschaft mit Pferden"（『馬のいる風景』）を70万ユーロで購入した。マーティンはそれが贋作であることを知らないまま、クリスティーズを通じてスイスの実業家に50万ユーロで売却した。この作品はドイツ美術オークション連盟のベルトラッキ贋作リストにリストアップされており、2011年の裁判でベルトラッキが偽造を認めた作品の一つである

### ハインリヒ・カンペンドンク"Rotes Bild mit Pferden"
2006年11月、ベルトラッキらは、ハインリヒ・カンペンドンクが1914年に描いたとする"Rotes Bild mit Pferden"（『馬のいる赤い絵』）を、ケルンのオークションハウス・レンペルツを通じてマルタの企業トラテスコに288万ユーロで売却した。この作品は、スイスを拠点とするArtveraの画廊によって贋作であることが判明した。2008年の科学的分析により、この作品にはカンペンドンクの時代にはまだ存在しなかったチタニウムホワイトが含まれていることが判明した。また、専門家は作品の裏に貼られた画廊のラベルが偽物であることを確認した。これらのことがベルトラッキの逮捕の決め手となった。この作品はドイツ美術オークション連盟のベルトラッキ贋作リストにリストアップされており、2011年の裁判でベルトラッキが偽造を認めた作品の一つである
トラテスコは損害賠償を求めてレンペルツを提訴し、2012年9月28日、ケルンの裁判所はレンペルツに対し、購入額の全額をトラテスコに返還するよう求める判決を下した。レンペルツは控訴すると発表した。2012年12月、両者は和解し、ベルトラッキの不動産の一部の売却益から200万ユーロがトラテスコに支払われ、レンペルツは80万ユーロをトラテスコに支払った。これは、ベルトラッキが自身の贋作の購入者に賠償を行った最初の事例である。